# Tony Marshall
Tony Marshall (Baden-Baden, Alemania, 3 de febrero de 1938-16 de febrero de 2023) fue un cantante alemán de schlager y ópera.

## Biografía
Aunque nació con el nombre Herbert Anton Bloeth más tarde lo cambió por Herbert Anton Hilger, Marshall recibió clases de canto de ópera en Karlsruhe, graduándose en 1965. Sin embargo, en lugar de dedicarse al mundo de la ópera, cantó schlager, consiguiendo su primer éxito en 1971 con "Schöne Maid".